# Ungarische Eishockeyliga 1952/53
Die Saison 1952/53 war die 16. Spielzeit der ungarischen Eishockeyliga, der höchsten ungarischen Eishockeyspielklasse. Meister wurde zum ersten Mal in der Vereinsgeschichte überhaupt Postás Budapest.

## Modus
In der Hauptrunde absolvierte jede der neun Mannschaften insgesamt 16 Spiele. Der Erstplatzierte der Hauptrunde wurde Meister. Für einen Sieg erhielt jede Mannschaft zwei Punkte, bei einem Unentschieden gab es einen Punkt und bei einer Niederlage null Punkte.

## Hauptrunde

### Tabelle
|    | Klub                   | Sp | S  | U | N  | Tore   | Punkte |
| -- | ---------------------- | -- | -- | - | -- | ------ | ------ |
| 1. | Postás Budapest        | 16 | 14 | 2 | 0  | 166:18 | 30     |
| 2. | Kinizsi SE Budapest    | 16 | 13 | 0 | 3  | 180:32 | 26     |
| 3. | Vörös Meteor Budapest  | 16 | 12 | 2 | 2  | 137:17 | 26     |
| 4. | Építõk Metro Budapest  | 16 | 8  | 3 | 5  | 74:39  | 19     |
| 5. | Postás Keleti          | 16 | 6  | 5 | 5  | 84:68  | 17     |
| 6. | Szikra Budapest        | 16 | 6  | 1 | 9  | 66:104 | 13     |
| 7. | VM Vendéglátó          | 16 | 4  | 0 | 12 | 32:139 | 8      |
| 8. | Soproni Lokomotiv      | 16 | 1  | 1 | 14 | 18:172 | 3      |
| 9. | Betonútépítõk Budapest | 16 | 1  | 0 | 15 | 15:183 | 2      |

Sp = Spiele, S = Siege, U = unentschieden, N = Niederlagen, OTS = Overtime-Siege, OTN = Overtime-Niederlage, SOS = Penalty-Siege, SON = Penalty-Niederlage

### Platzierungsspiel um Platz 2
- Kinizsi SE Budapest – Vörös Meteor Budapest 5:3